# Leopold von Ranke

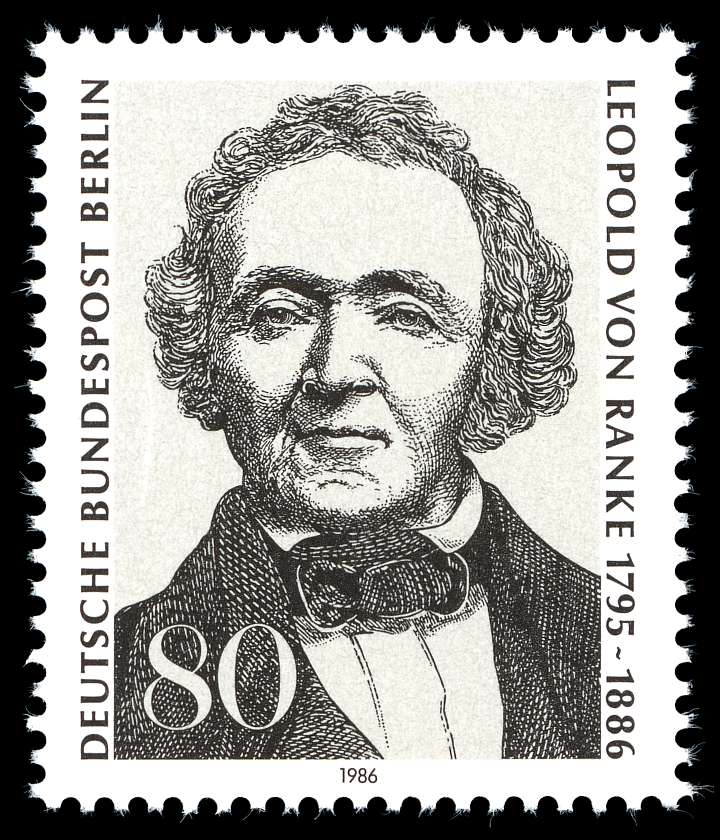
Znaczek pocztowy poświęcony Leopoldowi von Ranke

Leopold von Ranke vel Rung (ur. 21 grudnia 1795 w Wiehe, zm. 23 maja 1886 w Berlinie) – niemiecki historyk, który wprowadził do historiografii metody badawcze polegające na krytycznej analizie źródeł i ich obiektywnym badaniu.

## Życiorys
Ukończył gimnazjum w Pforcie. Absolwent uniwersytetu lipskiego, doktoryzował się w 1817. W 1825 został wykładowcą uniwersytetu berlińskiego. W 1841 został mianowany historiografem państwa pruskiego.
Wraz z Wilhelmem von Humboldtem jest twórcą doktryny indywidualistycznego historyzmu.
Stworzył własną szkołę historyczną, która dominowała w niemieckiej historiografii I połowy XIX wieku.
Był członkiem zagranicznym Królewskiej Holenderskiej Akademii Sztuk i Nauk. W 1855 odznaczony Pour le Mérite za Naukę i Sztukę.

## Dzieła
- Geschichten der romanischen und germanischen Völker von 1494 bis 1514 (1824)
- Fürsten und Völker von Süd-Europa im sechzehnten und siebzehnten Jahrhundert
- Die serbische Revolution. Aus serbischen Papieren und Mittheilungen (1829)
- Die römischen Päpste in den letzten vier Jahrhunderten (1834–1836)
- Deutsche Geschichte im Zeitalter der Reformation (1839–1847)
- Neun Bücher preussischer Geschichte (1847–1848)
- Französische Geschichte, vornehmlich im sechzehnten und siebzehnten Jahrhundert (1852–1861)
- Englische Geschichte, vornehmlich im sechzehnten und siebzehnten Jahrhundert (1859–1869)
- Die deutschen Mächte und der Fürstenbund (1871–1872)
- Ursprung und Beginn der Revolutionskriege 1791 und 1792 (1875)
- Hardenberg und die Geschichte des preussischen Staates von 1793 bis 1813 (1877)
- Serbien und die Türkei im neunzehnten Jahrhundert (1879)

## Książki wydane w Polsce
- Dzieje papiestwa w XVI-XIX wieku Państwowy Instytut Wydawniczy Warszawa 1981